# Branson (Colorado)
Branson es un pueblo ubicado en el condado de Las Ánimas en el estado estadounidense de Colorado. En el Censo de 2010 tenía una población de 74 habitantes y una densidad poblacional de 116,62 personas por km².

## Geografía
Branson se encuentra ubicado en las coordenadas 37°0′56″N 103°53′2″O / 37.01556, -103.88389. Según la Oficina del Censo de los Estados Unidos, Branson tiene una superficie total de 0.63 km², de la cual 0.63 km² corresponden a tierra firme y (0%) 0 km² es agua.

## Demografía
Según el censo de 2010, había 74 personas residiendo en Branson. La densidad de población era de 116,62 hab./km². De los 74 habitantes, Branson estaba compuesto por el 91.89% blancos, el 0% eran afroamericanos, el 1.35% eran amerindios, el 1.35% eran asiáticos, el 0% eran isleños del Pacífico, el 2.7% eran de otras razas y el 2.7% pertenecían a dos o más razas. Del total de la población el 27.03% eran hispanos o latinos de cualquier raza.